# Ausencia Ávalos Núñez
Ausencia Avalos Nuñez fue una poeta mexicana. Nació en Sahuayo de Morelos (Michoacán) el 3 de febrero de 1902, y murió en Morelia el 26 de noviembre de 1962.

## Historia
Fue una mujer de letras que no se conformó con la realidad. Luchó para modificarla por medio del estudio, fomentándose en ella la creatividad. Creció en un medio culto, con acceso a una gran biblioteca familiar, lo que propició su expresión creativa. "Es más profundo que el arte trágico". La soledad es indispensable: ella vivió mucho tiempo en soledad, lo que influye decididamente para forjar la realidad de su tiempo; luchó hasta lograr acabar con la pasividad y la indiferencia de su tiempo; estos elementos ella los consideraba como los grandes enemigos de la creatividad. Empezó a escribir a la edad de 50 años.
Ausencia Ávalos trabajo arduamente en los talleres literarios de la "Asociación Propulsora del Arte", hasta lograr pulir por sí sola sus poemas.